# Księstwo Spoleto

Włochy w roku 1000

Księstwo Spoleto - księstwo założone w południowej Umbrii ok. 572-575 przez longobardzkiego księcia Faroalda I. Nazwa pochodzi od miasta Spoleto, będącego jego stolicą. 
Od 782 podległe Frankom wskutek ekspansji podjętej przez Karola Wielkiego. Od 883 przejściowo księstwo Spoleto i Camerino. W 967 Otton II połączył księstwo z Kapuą i Benewentem (również przejściowo). W latach 989, 1043–1056 i od 1057 wchodziło w skład księstwa toskańskiego. 
W XIII wieku dostało się pod wpływy papiestwa. 